# Katholieke Kerk in Oezbekistan

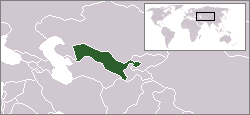
Oezbekistan

De Katholieke Kerk in Oezbekistan maakt deel uit van de wereldwijde Katholieke Kerk onder het leiderschap van de paus en de curie.
Er zijn ongeveer 5000 katholieken in Oezbekistan.
In 1991, na de perestrojka, benoemde paus Johannes Paulus II Fr. Pavel Lenga tot apostolisch administrator van Karaganda voor de katholieken van de Latijnse ritus in Kazachstan, en de andere vier voormalige Sovjet-grondgebied republieken van Centraal-Azië: Oezbekistan, Tadzjikistan, Kirgizië en Turkmenistan.
In 1997 richtte paus Johannes Paulus II een missio sui iuris op in Oezbekistan. Zij werd in 2006 verheven tot apostolische administratie (Apostolica Administratio Usbekistanianus) onder leiding van bisschop Jerzy Maculewicz, O.F.M. Conv.
Ook de zusters missionarissen van Moeder Teresa van Calcutta verlenen hun dienstwerk in Oezbekistan.
Apostolisch nuntius voor Oezbekistan is sinds 14 januari 2021 aartsbisschop Giovanni D’Aniello, die tevens nuntius is voor Rusland.

## Bestuurlijke indeling
- Immediatum Apostolische administratie Oezbekistan